# Мост Конституции
Мост Конституции (итал. Ponte della Costituzione) — мост в Венеции через Гранд-канал, построенный в 2008 году по проекту испанского архитектора Сантьяго Калатравы. Соединяет железнодорожный вокзал Венеции Санта-Лючия с площадью Пьяццале Рома (Piazzale Roma), на которой находится городской автовокзал. Известен также под именами Мост Калатравы и Четвёртый мост. Официальное имя получил в ознаменование 60-й годовщины Конституции Италии.
В июне 1999 года муниципалитет Венеции обнародовал предварительный план строительства четвёртого моста через Гранд-канал. В ноябре 1999 года власти города уполномочили разработать проект моста испанскому архитектору Сантьяго Калатраве. Проектом предусматривалось возведение арочного моста с большим радиусом кривизны. Основные элементы моста были созданы за пределами города и доставлялись на место установки по Гранд-каналу с помощью специальных барж.
Основа моста выполнена из железобетонных балок, ступеньки на лестницах сделаны из истрийского камня, традиционного для Венеции, и закалённого стекла. Парапеты моста также стеклянные, заканчиваются бронзовыми поручнями со скрытым освещением. Общая длина моста — 79,7 м, ширина колеблется от 9,4 до 17,7 м, высота свода над водой в высшей точке — 7,04 м.
В процессе строительства мост подвергался серьёзной критике. Главными критикуемыми моментами были модернистская архитектура моста, плохо вписывающаяся в венецианский архитектурный ансамбль; неудачный выбор места вблизи моста Скальци (расстояние между другими мостами Венеции намного больше) и отсутствие возможности преодолевать его инвалидам-колясочникам (позже этот недостаток был устранён уже в процессе эксплуатации моста путём сооружения специальных лифтов для инвалидов).
Протесты и критика, вылившиеся в целую серию митингов против нового моста, привели к тому, что власти отменили торжественное открытие моста. Он был открыт для пешеходов 11 сентября 2008 года без каких-либо официальных церемоний.
В 2019 году был удовлетворен иск венецианских властей к Калатраве и инженеру Сальваторе Венто, оба были признаны виновными в конструктивных недостатках моста, в результате которых в строительство было вложено более четырех миллионов евро сверх запланированного бюджета. Калатрава и Венто были оштрафованы на 78 тысяч и 11 тысяч евро соответственно.